# 18 mai 1994
Le mercredi 18 mai 1994 est le 138e jour de l'année 1994.

## Naissances
- Ada Benjamin, athlète nigériane, spécialiste des épreuves de sprint
- Adam Jackson, footballeur anglais
- Aleksandar Čavrić, joueur de football serbe
- Clint Ndumba-Capela, joueur de basket-ball suisse
- Ebru Şahin, actrice turque
- Faustine Robert, joueuse de football française
- Jessica Ryde, handballeuse internationale suédoise
- Karly Shorr, snowboardeuse américaine
- Laura Natalia Esquivel, actrice argentine
- Paul Nardi, footballeur français
- Randy Rosario, joueur dominicain de baseball
- Sergiy Kozachenko, Coureur cycliste ukrainien
- Shay McCartan, joueur de football britannique
- Simen Juklerød, footballeur norvégien

## Décès
- Raymond Gravel (né le 18 février 1929), personnalité politique canadienne

## Événements
- Finale de la Ligue des champions de l'UEFA 1993-1994 remportée par le Milan AC face au FC Barcelone (4-0)
- Sortie du quatrième album studio des Beastie Boys : Ill Communication
- Création de la municipalité québécoise Les Coteaux
- Sortie du jeu vidéo The Settlers